# Niklaus Schmid (Rechtswissenschafter)
Niklaus Schmid (* 25. Juli 1936, heimatberechtigt in Trasadingen und Zürich) ist ein Schweizer Rechtswissenschafter.
Schmid studierte an der Universität Zürich Rechtswissenschaft und promovierte 1961 bei Max Guldener. Bevor er 1983 zum Ordinarius für Strafrecht, Strafprozessrecht und Kriminologie an seine alma mater berufen wurde, wo er bis zu seiner Emeritierung 1999 lehrte, war er als Untersuchungsrichter, Bezirks-, Staatsanwalt und Oberrichter tätig.
Schmid war massgeblich an der Schaffung der vereinheitlichten Strafprozessordnung beteiligt und verfasste insbesondere den Vorentwurf im Auftrag des Eidgenössischen Justiz- und Polizeidepartements. Zum am 19. Oktober 2007 verabschiedeten und am 1. Januar 2011 in Kraft getretenen Gesetz hat er ein Handbuch und einen Praxiskommentar verfasst. Letzterer erschien 2013 in der 2. Auflage.